# Juegos Deportivos Paranacionales de Colombia 2015
Los IV Juegos Deportivos Paranacionales de Colombia se realizaron en las ciudades de Ibagué y Melgar en el departamento del Tolima, y en Cali en el Valle del Cauca, evento que se realizó en el 2015.

## Deportes
Dieciocho deportes estuvieron en el programa:
| - Ajedrez - Atletismo - Baloncesto en silla de ruedas - Billar - Boccia | - Bowling - Fútbol 5 - Fútbol 7 - Fútbol - Fútbol Sala | - Judo - Natación - Paracycling - Powerlifting - Tenis en silla de ruedas | - Tenis de mesa - Tiro Deportivo - Voleibol sentado |

## Escenarios deportivos

### Sede Ibagué
| Deporte                  | Escenario Deportivo                                      |
| ------------------------ | -------------------------------------------------------- |
| Baloncesto               | Coliseo Enrique Triana Castilla y Universidad del Tolima |
| Billar                   | Centro de Convenciones                                   |
| Fútbol 5                 | Parque Deportivo                                         |
| Fútbol 7                 | Coliseo Colegio Champagnat y Estadio Manuel Murillo Toro |
| Fútbol                   | Estadio Manuel Murillo Toro                              |
| Fútbol Sala              | Coliseo Colegio Champagnat y Liceo Nacional              |
| Judo                     | Polideportivo Ibagué 2000                                |
| Natación                 | Piscinas Hernando Arbeláez - La 42                       |
| Paracycling              | Vías Ibagué y Venadillo                                  |
| Powerlifting             | Polideportivo de la Séptima Etapa Del Jordan             |
| Tenis en silla de ruedas | Club Campestre Ibagué                                    |
| Tiro Deportivo           | Centro de Convenciones                                   |
| Voleibol Sentado         | Polideportivo Ibagué 2000                                |
| Ajedrez                  | Centro de Convenciones                                   |

### Sede Melgar
| Deporte       | Escenario Deportivo |
| ------------- | ------------------- |
| Baloncesto    | Coliseo La Florida  |
| Fútbol Sala   | Coliseo Sicomoros   |
| Tenis de Mesa | Coliseo Las Vegas   |

### Sede Cali
| Deporte     | Escenario Deportivo                 |
| ----------- | ----------------------------------- |
| Atletismo   | Estadio de Atletismo Pedro Grajales |
| Bowling     | Bolera Mundialista                  |
| Boccia      | Coliseo de Hockey "Miguel Calero"   |
| Paracycling | Velódromo Alcides Nieto Patiño      |

## Participantes
Un total de 27 departamentos, el distrito capital y la representación de las Fuerzas Militares participaron en esta edición de los Juegos Deportivos Paranacionales.
| Lista de delegaciones participantes (Cantidad de atletas)                                                 | Lista de delegaciones participantes (Cantidad de atletas)                                                     | Lista de delegaciones participantes (Cantidad de atletas)                                                     |
| --- | --- | --- |
| - Antioquia - Arauca - Atlántico - Bogotá, D. C. - Bolívar - Boyacá - Caldas - Caquetá - Casanare - Cauca | - Cesar - Chocó - Córdoba - Cundinamarca - Fuerzas Armadas - Guaviare - Huila - La Guajira - Magdalena - Meta | - Nariño - Norte de Santander - Putumayo - Quindío - Risaralda - Santander - Sucre - Tolima - Valle del Cauca |

## Calendario
| ● | Competiciones |

| Noviembre/Diciembre      | 9 L | 10 M | 11 X | 12 J | 13 V | 14 S | 15 D | 16 L | 17 M | 18 X | 19 J | 20 V | 21 S | 22 D | 23 L | 24 M | 25 X | 26 J | 27 V | 28 S | 29 D | 30 L | 1 M | 2 X | 3 J | 4 V | 5 S | 6 D |
| ------------------------ | --- | ---- | ---- | ---- | ---- | ---- | ---- | ---- | ---- | ---- | ---- | ---- | ---- | ---- | ---- | ---- | ---- | ---- | ---- | ---- | ---- | ---- | --- | --- | --- | --- | --- | --- |
| Ajedrez                  |     |      |      |      |      |      |      |      |      |      |      |      |      |      |      |      |      |      |      |      |      |      |     |     |     |     |     |     |
| Atletismo                |     |      |      |      |      |      |      |      |      |      |      |      |      |      |      |      |      |      |      |      |      |      |     |     |     |     |     |     |
| Baloncesto               |     |      |      |      |      |      |      |      |      |      |      |      |      |      |      |      |      |      |      |      |      |      |     |     |     |     |     |     |
| Billar                   |     |      |      |      |      |      |      |      |      |      |      |      |      |      |      |      |      |      |      |      |      |      |     |     |     |     |     |     |
| Boccia                   |     |      |      |      |      |      |      |      |      |      |      |      |      |      |      |      |      |      |      |      |      |      |     |     |     |     |     |     |
| Bowling                  |     |      |      |      |      |      |      |      |      |      |      |      |      |      |      |      |      |      |      |      |      |      |     |     |     |     |     |     |
| Fútbol 5                 |     |      |      |      |      |      |      |      |      |      |      |      |      |      |      |      |      |      |      |      |      |      |     |     |     |     |     |     |
| Fútbol 7                 |     |      |      |      |      |      |      |      |      |      |      |      |      |      |      |      |      |      |      |      |      |      |     |     |     |     |     |     |
| Fútbol                   |     |      |      |      |      |      |      |      |      |      |      |      |      |      |      |      |      |      |      |      |      |      |     |     |     |     |     |     |
| Fútbol Sala              |     |      |      |      |      |      |      |      |      |      |      |      |      |      |      |      |      |      |      |      |      |      |     |     |     |     |     |     |
| Judo                     |     |      |      |      |      |      |      |      |      |      |      |      |      |      |      |      |      |      |      |      |      |      |     |     |     |     |     |     |
| Natación                 |     |      |      |      |      |      |      |      |      |      |      |      |      |      |      |      |      |      |      |      |      |      |     |     |     |     |     |     |
| Paracycling              |     |      |      |      |      |      |      |      |      |      |      |      |      |      |      |      |      |      |      |      |      |      |     |     |     |     |     |     |
| Powerlifting             |     |      |      |      |      |      |      |      |      |      |      |      |      |      |      |      |      |      |      |      |      |      |     |     |     |     |     |     |
| Tenis de Mesa            |     |      |      |      |      |      |      |      |      |      |      |      |      |      |      |      |      |      |      |      |      |      |     |     |     |     |     |     |
| Tenis en silla de ruedas |     |      |      |      |      |      |      |      |      |      |      |      |      |      |      |      |      |      |      |      |      |      |     |     |     |     |     |     |
| Tiro Deportivo           |     |      |      |      |      |      |      |      |      |      |      |      |      |      |      |      |      |      |      |      |      |      |     |     |     |     |     |     |
| Voleibol sentado         |     |      |      |      |      |      |      |      |      |      |      |      |      |      |      |      |      |      |      |      |      |      |     |     |     |     |     |     |
| Noviembre/Diciembre      | 9 L | 10 M | 11 X | 12 J | 13 V | 14 S | 15 D | 16 L | 17 M | 18 X | 19 J | 20 V | 21 S | 22 D | 23 L | 24 M | 25 X | 26 J | 27 V | 28 S | 29 D | 30 L | 1 M | 2 X | 3 J | 4 V | 5 S | 6 D |

## Medallero
El 'medallero de los Juegos Deportivos Paranacionales de 2015 presenta todas las medallas entregadas a los deportistas ganadores de las competiciones disputadas en dicho evento, que se realizó entre el 9 de noviembre y el 6 de diciembre en Tolima y Valle del Cauca, Colombia.
Las medallas aparecen agrupadas por cada delegación participante y se ordenan de forma decreciente contando las medallas de oro obtenidas; en caso de haber empate, se ordena de igual forma contando las medallas de plata y, en caso de mantenerse la igualdad, se cuentan las medallas de bronce. Si dos equipos tienen la misma cantidad de medallas de oro, plata y bronce, se listan en la misma posición y se ordenan alfabéticamente.
     Departamentos sede (Tolima y Valle del Cauca)
| Núm. | País            | Oro | Plata | Bronce | Total |
| ---- | --------------- | --- | ----- | ------ | ----- |
| 1    | Bogotá, D. C.   | 119 | 83    | 73     | 275   |
| 2    | Antioquia       | 68  | 59    | 55     | 182   |
| 3    | Santander       | 47  | 31    | 25     | 103   |
| 4    | Valle del Cauca | 46  | 42    | 30     | 118   |
| 5    | Cundinamarca    | 29  | 42    | 40     | 111   |
| 6    | Boyacá          | 26  | 28    | 28     | 82    |
| 7    | Meta            | 14  | 19    | 19     | 52    |
| 8    | Atlántico       | 13  | 14    | 17     | 44    |
| 9    | Fuerzas Armadas | 9   | 13    | 15     | 37    |

     Departamentos sede (Tolima y Valle del Cauca)